# 普賢王如來
普賢王如來（藏語：Kuntuzangpo），又稱法身普賢、阿達爾瑪佛，密宗無上瑜伽部的本初佛（藏語：དང་པོའི་སངས་རྒྱས，威利转写：Dang-po'i sangs-rgyas）、原始佛（英語：Primordial Buddha）、最高佛、法身佛，在藏傳寧瑪派與苯教之中極為盛行，也是時輪乘最高信仰佛。其他教派较少修持供奉。
寧瑪派與苯教认为祂是本初佛，為法身佛，也是宇宙中第一個佛陀（象徵了一切眾生心中所具備的光明本性，即如來藏、清淨佛性；顯教中本初佛稱為威音王佛）。金剛總持為報身佛，而金剛薩埵為化身佛；寧瑪派認為大圓滿法即是源起於祂，經蓮華生大師傳入藏地。
在唐卡繪像中，其外形近似於印度教的濕婆神，一般以裸體出現，髮髻或全身藍色，與白色的明妃普賢王佛母交抱、本尊雙運，象徵智慧與慈悲的結合。